# جائزة مونتريال الكبرى للدراجات 2011
جائزة مونتريال الكبرى للدراجات 2011 (بالإنجليزية: 2011 Grand Prix Cycliste de Montréal)‏ هو سباق دراجات هوائية أقيم بتاريخ 11 سبتمبر 2011، تكون السباق من مرحلة واحدة وامتدّ لمسافة 205.7 كم بسرعة 38.5 كم/س، استغرق السباق 5 ساعة 20 دقيقة 18 ثانية. فاز به البرتغالي روي كوستا وحلّ ثانيا الفرنسي بيريك فيدريجو بينما حصل على المركز الثالث البلجيكي فيليب جيلبير.

## الترتيب
| م                     | الدرّاج        | البلد    | الزمن                    |
| --------------------- | ------------- | -------- | ------------------------ |
| الفائز بالترتيب العام | روي كوستا     | البرتغال | 5 ساعة 20 دقيقة 18 ثانية |
| الثاني                | بيريك فيدريجو | فرنسا    |                          |
| الثالث                | فيليب جيلبير  | بلجيكا   |                          |